# Vendres
Vendres ist eine französische Gemeinde mit 2671 Einwohnern (Stand 1. Januar 2022) im Département Hérault in der Region Okzitanien. Sie gehört zum Arrondissement Béziers und zum Kanton Béziers-1.
Vendres ist die südlichste Gemeinde des Départements Hérault. Sie liegt etwa acht Kilometer südlich von Béziers. Nördlich des Ortes wird Wein angebaut, im Süden erstreckt sich der Étang de Vendres. Der Küstenstreifen, der zur Gemeinde gehört und der aus bis zu vier Meter hohen Dünen besteht, ist weitgehend frei von Besiedlung, von Campingplätzen abgesehen.

## Bevölkerungsentwicklung
- 1962: 0805
- 1968: 0879
- 1975: 0781
- 1982: 0885
- 1990: 1230
- 1999: 1549
- 2006: 1984
- 2017: 2702

## Sehenswürdigkeiten
- Kirche Saint-Étienne (14. Jahrhundert)
- Reste eines antiken Venustempels
- Ruinen einer römischen Villa
- heiße Schwefelquellen von Le Puech Blanc
- Muschelzucht an der Mündung der Aude

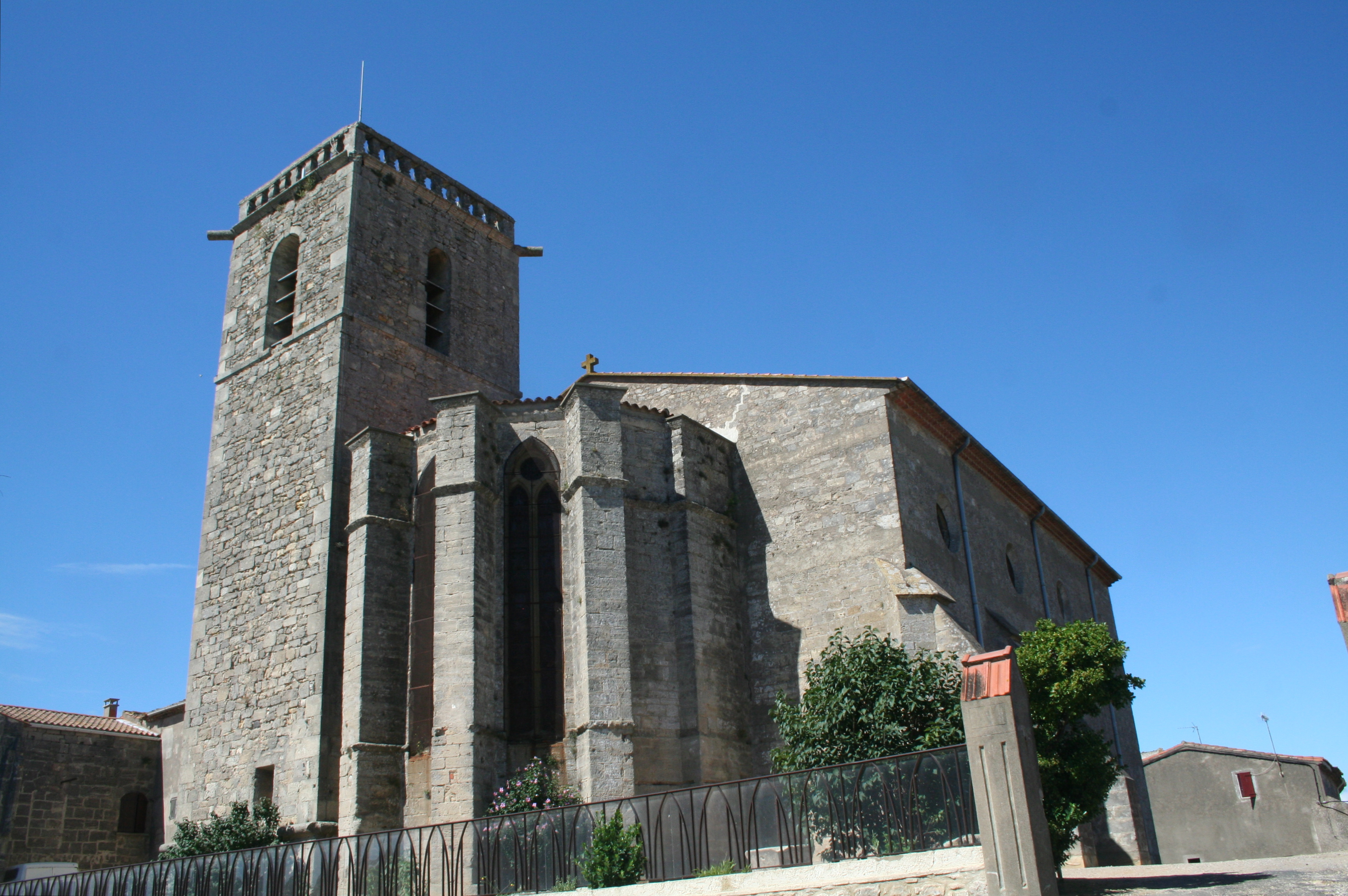
Kirche Saint-Étienne
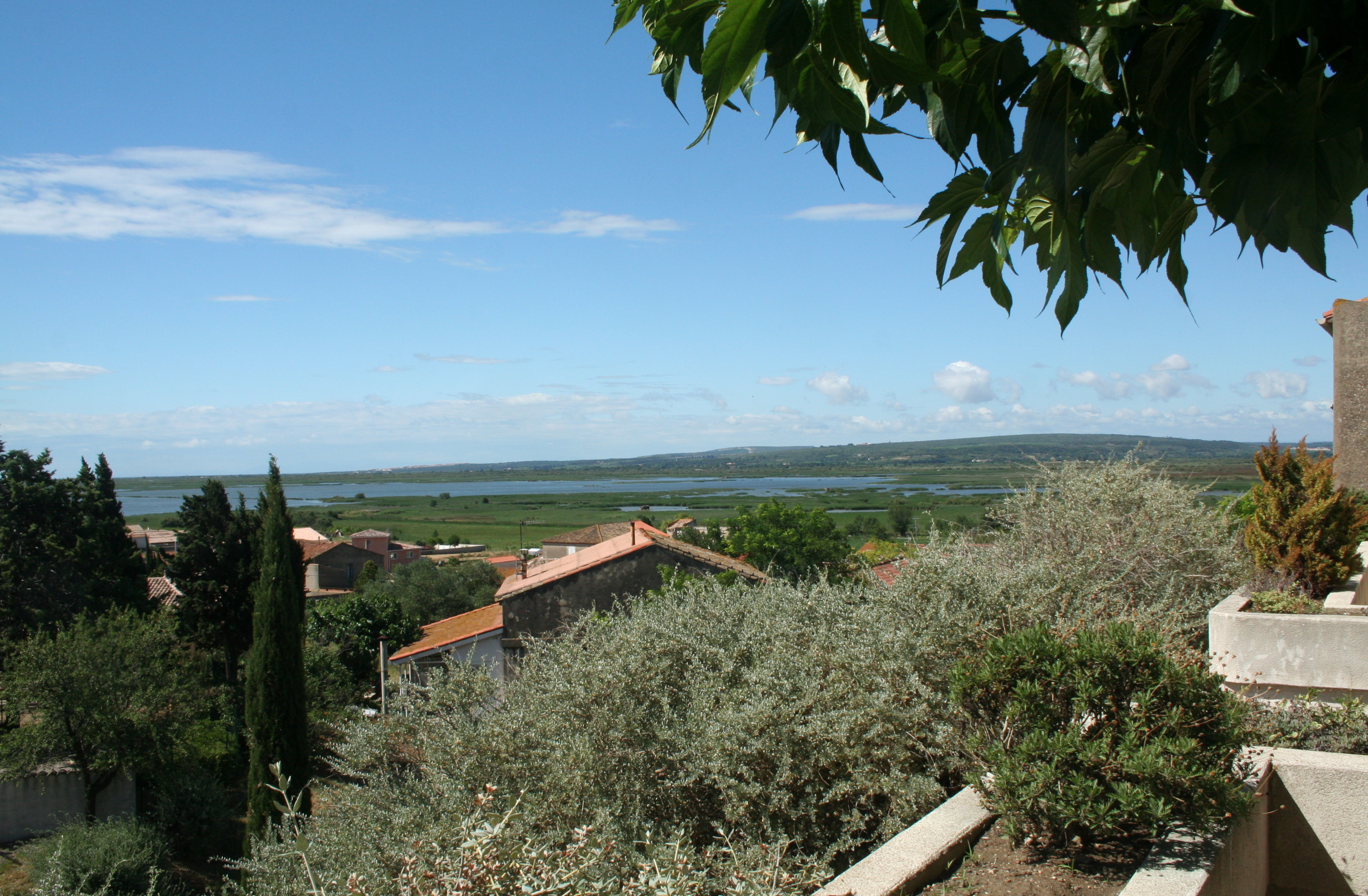
Blick auf den Étang de Vendres